# SMS Kaiser Wilhelm II
SMS Kaiser Wilhelm II là một thiết giáp hạm tiền-dreadnought thuộc lớp Kaiser Friedrich III được Hải quân Đế quốc Đức chế tạo vào giai đoạn cuối thế kỷ 19 bước sang thế kỷ 20. Nó được chế tạo tại xưởng Kaiserliche Werft (Xưởng tàu Đế chế) ở Wilhelmshaven và được hạ thủy vào ngày 14 tháng 9 năm 1897. Con tàu hoàn tất vào ngày 7 tháng 10 năm 1898 và được đưa ra hoạt động như là soái hạm của hạm đội vào ngày 4 tháng 2 năm 1902. Nó được trang bị dàn pháo chính gồm bốn khẩu 24 xentimét (9,4 in) trên hai tháp pháo nòng đôi và vận hành bởi ba động cơ hơi nước ba buồng bành trướng đặt dọc để đạt được tốc độ tối đa 17,5 hải lý trên giờ (32,4 km/h; 20,1 mph).
Kaiser Wilhelm II phục vụ như là soái hạm của Hạm đội Nhà Đức cho đến năm 1906, khi nó được thay thế bởi chiếc thiết giáp hạm mới Deutschland. Khi các thiết giáp hạm dreadnought bắt đầu được đưa ra hoạt động vào năm 1910, Kaiser Wilhelm II được cho ngừng hoạt động và đưa về lực lượng dự bị.
Khi Chiến tranh Thế giới thứ nhất nổ ra vào tháng 8 năm 1914, Kaiser Wilhelm II cùng các tàu chị em được huy động trở lại để phục vụ như những hải phòng hạm thuộc Hải đội Chiến trận 5. Do đã cũ và lạc hậu, nó được rút khỏi vai trò này vào đầu năm 1915, rồi phục vụ như tàu chỉ huy cho Tư lệnh Hạm đội Biển khơi. Khi chiến tranh kết thúc vào tháng 11 năm 1918, Kaiser Wilhelm II được cho rút khỏi Đăng bạ Hải quân và bị bán để tháo dỡ và đầu những năm 1920. Biểu trưng trước mũi tàu của nó hiện đang được bảo tồn tại Bảo tàng Lịch sử Quân sự Liên bang ở Dresden.

## Thiết kế và chế tạo
Kaiser Wilhelm II, Hoàng đế của Đế quốc Đức, tin rằng đất nước cần có một lực lượng hải quân mạnh mẽ để bành trướng ảnh hưởng ra bên ngoài lục địa Châu Âu. Vì vậy, ông khởi phát một chương trình xây dựng lực lượng hải quân vào cuối những năm 1880, và những chiếc thiết giáp hạm đầu tiên được chế tạo chính là bốn chiếc thuộc lớp Brandenburg. Chúng được tiếp nối bởi năm chiếc lớp Kaiser Friedrich III.
Các con tàu có chiều dài chung 125,3 m (411 ft), mạn thuyền rộng 20,4 m (67 ft), và độ sâu của mớn nước là 7,89 m (25,9 ft) ở phía trước và 8,25 m (27,1 ft) ở phía sau. Chúng được vận hành bởi ba động cơ hơi nước ba buồng bành trướng đặt dọc dẫn động ba trục chân vịt; hơi nước được cung cấp bởi bốn nồi hơi Marine và tám nồi hơi hình trụ dọc. Hệ thống động lực của Kaiser Wilhelm II sản sinh công suất 13.000 mã lực chỉ (9.700 kW), cho phép đạt đến tốc độ tối đa 17,5 hải lý trên giờ (32,4 km/h).
Dàn vũ khí của Kaiser Wilhelm II bao gồm bốn khẩu 24 xentimét (9,4 in) SK/L 40 trên hai tháp pháo nòng đôi, một phía trước và một phía sau cấu trúc thượng tầng trung tâm. Dàn pháo hạng hai gồm mười tám khẩu hải pháo 15 cm (5,9 in) SK L/40 và mười hai khẩu pháo 8,8 cm (3,5 in) SK L/30 bắn nhanh. Ngoài ra nó còn được trang bị sáu ống phóng ngư lôi 45 cm (17,7 in) đặt trên các bệ xoay bên trên mực nước.
Kaiser Wilhelm II được đặt lườn tại xưởng tàu Kaiserliche Werft (Xưởng tàu Đế chế) ở Wilhelmshaven vào năm 1896 dưới số hiệu chế tạo 24. Nó được đặt hàng dưới cái tên trong hợp đồng Ersatz Friedrich der Grosse nhằm thay thế cho chiếc tàu frigate bọc thép cũ Friedrich der Grosse. Kaiser Wilhelm II được hạ thủy vào ngày 14 tháng 9 năm 1897; tên của được đặt theo đương kim Hoàng đế Đức, và nó được đưa ra hoạt động vào ngày 13 tháng 2 năm 1900.

## Lịch sử hoạt động
Khi Kaiser Wilhelm II được đưa ra hoạt động cùng hạm đội vào năm 1900, nó tiếp nhận vai trò soái hạm của hạm đội và giữ nhiệm vụ này cho đến năm 1906. Kaiser Wilhelm II được phân về Hải đội 1 thuộc Hạm đội Nhà (Heimatflotte), có sự tham gia của các tàu chị em khác. Lúc 01 giờ 30 phút ngày 2 tháng 1 năm 1901, tàu chị em với Kaiser Wilhelm II là Kaiser Friedrich III va phải một chướng ngại vật ngầm dưới nước khi cả hai đang trên đường từ Danzig đến Kiel; chấn động mạnh do va chạm làm hư hại các nồi hơi và bùng phát một đám cháy tại các hầm chứa than của Kaiser Friedrich III. Kaiser Wilhelm II phải kéo chiếc tàu chị em, mặc dù đám cháy được dập tắt và động cơ của Kaiser Friedrich III được khởi động trở lại nhiều giờ sau đó. Các con tàu về đến được Kiel, nơi việc sửa chữa tạm thời được tiến hành.
Vào tháng 9 năm 1902, một loạt các cuộc cơ động hạm đội tại Bắc Hải và biển Baltic được tiến hành. Kaiser Wilhelm II không trực tiếp tham gia cuộc tập trận, thay vào đó nó phục vụ như là tàu thị sát của Tư lệnh hạm đội, cũng như của người mà nó được mang tên, Hoàng đế (Kaiser) Wilhelm II của Đức. Vào năm 1905, Kaiser Wilhelm II được phân về Đội 2 thuộc Hải đội 1 cùng chung với chiếc tàu chị em Kaiser Karl der Grosse và chiếc thiết giáp hạm mới Mecklenburg. Hạm đội Nhà lúc này còn bao gồm một đội ba thiết giáp hạm khác thuộc Hải đội 1 và hai đội ba thiết giáp hạm khác thuộc Hải đội 2. Chúng được hỗ trợ bởi một Hải đội tuần dương bao gồm hai tàu tuần dương bọc thép và sáu tàu tuần dương bảo vệ.
Đến năm 1906, vai trò soái hạm hạm đội của Kaiser Wilhelm II được thay thế bởi chiếc thiết giáp hạm mới Deutschland. Khi các thiết giáp hạm dreadnought được đưa ra hoạt động vào năm 1910, Kaiser Wilhelm II tổng cộng đã phục vụ cùng với hạm đội đến mười năm, khi nó được cho ngừng hoạt động. Đang khi nằm trong thành phần lực lượng dự bị, nó được điều sang Hải đội 5 của Hạm đội Dự bị cùng với bốn chiếc tàu chị em cùng lớp và chiếc Wettin.

### Chiến tranh thế giới thứ nhất
Khi Chiến tranh thế giới thứ nhất nổ ra vào tháng 8 năm 1914, Kaiser Wilhelm II và các tàu chị em được đưa trở lại phục vụ và được điều động về Hải đội Chiến trận 5. Chúng được phân nhiệm vụ phòng thủ duyên hải tại khu vực biển Baltic, cho dù chỉ làm nhiệm vụ này trong khoảng thời gian rất ngắn. Đến tháng 2 năm 1915, một lần nữa chúng được rút khỏi hoạt động và đưa về dự bị. Sau đó Kaiser Wilhelm II được cải biến thành một sở chỉ huy nổi cho Tư lệnh Hạm đội Biển khơi (Hochseeflotte) tại Wilhelmshaven. Con tàu được bổ sung thiết bị vô tuyến hiện đại dành cho Tư lệnh sử dụng khi hạm đội ở trong cảng. Theo những điều khoản của Hiệp ước Versailles sau khi chiến tranh kết thúc, Hải quân Đức bị cắt giảm sức mạnh đáng kể. Kaiser Wilhelm II được rút khỏi đăng bạ hải quân vào ngày 17 tháng 3 năm 1921, rồi được bán để tháo dỡ. Cho đến năm 1922, Kaiser Wilhelm II và các tàu chị em đều bị tháo dỡ lấy sắt vụn. Biểu trưng trước mũi tàu hiện đang được trưng bày tại Bảo tàng Lịch sử Quân sự Liên Bang ở Dresden.